# Tomáš Solil
Tomáš Solil (* 1. února 2000) je český fotbalový záložník a mládežnický reprezentant České republiky, aktuálně působí v FK Pardubice.

## Klubová kariéra
Svou kariéru začal v klubu SK Holice. Od roku 2009 ovšem hostoval v FK Pardubice, kam nakonec v roce 2014 přestoupil natrvalo. 6. května 2018 si, v pouhých 18 letech, připsal svůj premiérový start v druhé lize. Ve 26. kole sezóny 2017/18 odehrál 90 minut proti FK Fotbal Třinec a asistencí na vítězný gól Ladislava Mužíka pomohl k výhře 1:0. V dalších dvou sezónách si vypracoval silnou pozici v týmu a v roce 2020 přispěl k postupu do první ligy. Svůj ligový debut si připsal 23. srpna 2020 na půdě FK Jablonec, kde Pardubice prohrály 0:1, když jediný gól zápasu dával Robert Hrubý.

## Reprezentační kariéra
Od roku 2016 se stabilně objevoval v mládežnických reprezentacích České republiky. V těch k 7. září 2020 odehrál celkem 16 zápasů a vstřelil dva góly. 6. září 2020 obdržel svou první pozvánku do seniorské reprezentace České republiky, když byl donominován na zápas Ligy národů proti Skotsku jako jeden z 21 reprezentačních nováčků.